# Kolébka lidstva
Kolébka lidstva (z anglického originálu Cradle of Humankind) je oblast významných paleoantropologických a archeologických lokalit v Jihoafrické republice. Leží zhruba 50 km severozápadně od Johannesburgu, v provinciích Severozápadní a Gauteng, na ploše asi 250 km². Od roku 1999 je součástí seznamu světového dědictví UNESCO, v roce 2005 byla ochrana rozšířena také na vzdálenější lokalitu Taung a údolí Makapan. Velká část pozemků v chráněné oblasti patří soukromým vlastníkům.
Dne 7. prosince 2005 bylo při západní hranici oblasti slavnostně otevřeno návštěvnické centrum Maropeng, věnované lidské evoluci.

## Geologie
Oblast je známá výskytem početných jeskynních systémů, které vznikly v prekambrickém dolomitickém vápenci intenzivní krasovou činností, související patrně se změnami hladiny spodní vody v pliocénu a pleistocénu. Ačkoliv se vytvářely i větší jeskyně, většinou se jedná o spletité labyrinty menších dutin. Rozsáhlejší prostory jsou často důsledkem zřícení původního stropu vlivem eroze.
Rozpouštění a opětná mineralizace vápníku zapříčinila vznik silných vrstev travertinu na stěnách dutin. Vnitřek jeskyní později vyplnily mocné sedimenty, strhávané dovnitř působením větru, vody, gravitace i aktivitou rostlin a živočichů. Veškerý materiál byl následně zpevněn (cementován) vysráženým vápníkem, čímž vznikaly brekcie různé barvy a struktury.
Travertin díky vysokému obsahu vápníku, potřebného v mnoha výrobních odvětvích, lákal koncem 19. století místní podnikatele. Těžba travertinu vedla k odstraňování celých bloků brekcie, bohaté na ostatky pliocenních a pleistocenních živočichů (včetně australopitéků a prvních lidí). Tím bylo odhaleno velké množství nálezů. Jejich význam však nebyl před prosazením evoluční teorie plně doceněn, putovaly proto především do různých soukromých sbírek jako suvenýry a kuriozity. Teprve v průběhu 20. století začalo jejich soustavné vyhledávání a odborné studium. Těžba některé jeskyně zasáhla do takové míry, že leckdy byla částečně nebo zcela zničena celá lokalita, což ztížilo dataci ostatků i aplikaci moderních výzkumných metod.
Raymond A. Dart původně předpokládal, že za akumulací kostí v jeskyních stojí především australopitékové a jejich lovecká aktivita. Tafonomické studie C. K. Braina v 70. letech 20. století však prokázaly, že australopitékové byli, podobně jako jiná zvířata spíše kořistí než lovci a že hromadění kostí v jihoafrických jeskyních, otevřených po stovky a tisíce let, může mít různé jiné příčiny. Část do nich byla stržena s okolní zeminou působením větru a vody, část zavlekli dovnitř různí masožravci, kteří v dutinách měli své úkryty a jen část může být pozůstatkem lidského osídlení.
Jedním z nejčastěji jmenovaných predátorů, který mohl zapříčinit vysoký výskyt ostatků v jeskyních je levhart (Panthera pardus). Na lebce druhu Paranthropus robustus ze Swartkrans s katalogovým číslem SK 54 je dokonce patrné poškození ve formě dvou důlků, které přesně odpovídají vzdálenosti špičáků na spodní čelisti levharta. Vysoký podíl kostí paranthropů v rámci všech nálezů by dokonce mohl napovídat, že hominidé byli pro tyto šelmy oblíbenou kořistí.
Na základě poškození některých kostí i značné velikosti zvířat nalézaných ve Sterkfontein se uvažuje, že za hromaděním ostatků v jeskyních mohly stát i hyeny nebo šavlozubé šelmy Megantereon nebo Dinofelis. Novější výzkumy však ukázaly, že levharti jsou schopni zabít a odvláčet mnohem větší kořist než se dříve předpokládalo, takže i zde mohl stát za akumulací kostí právě tento predátor.

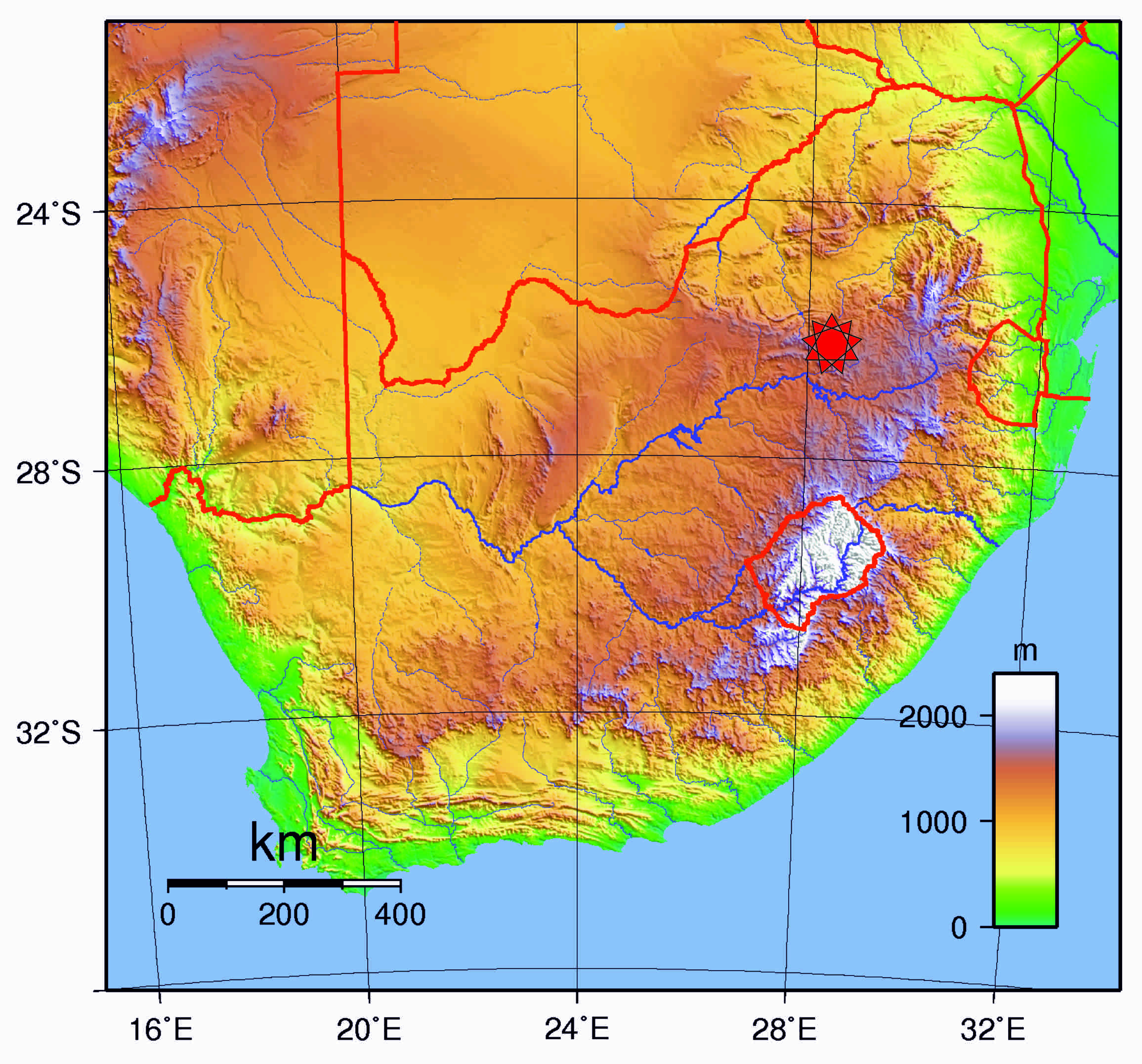
Kolébka lidstva na mapě jižní Afriky
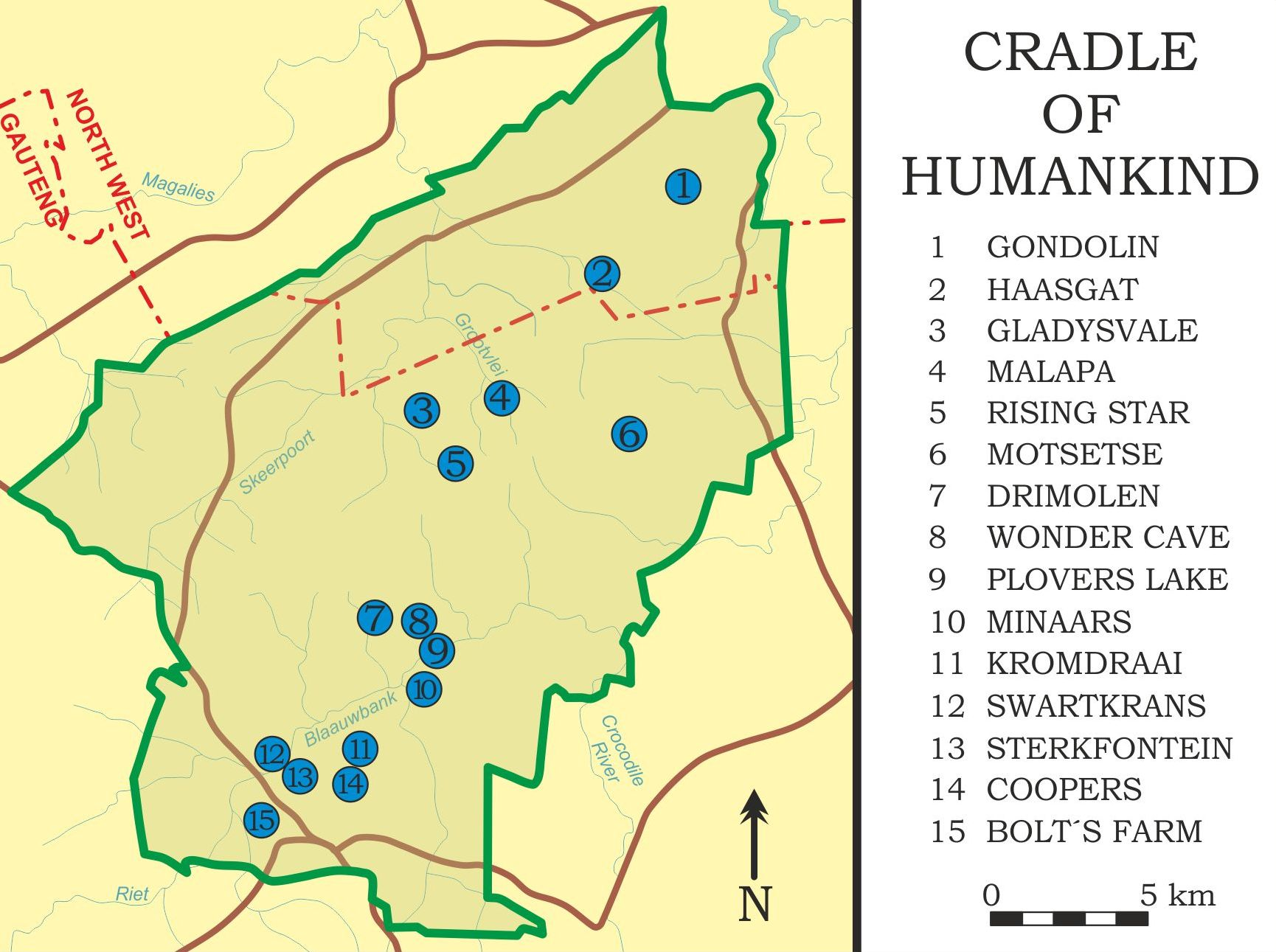
Nejvýznamnější lokality
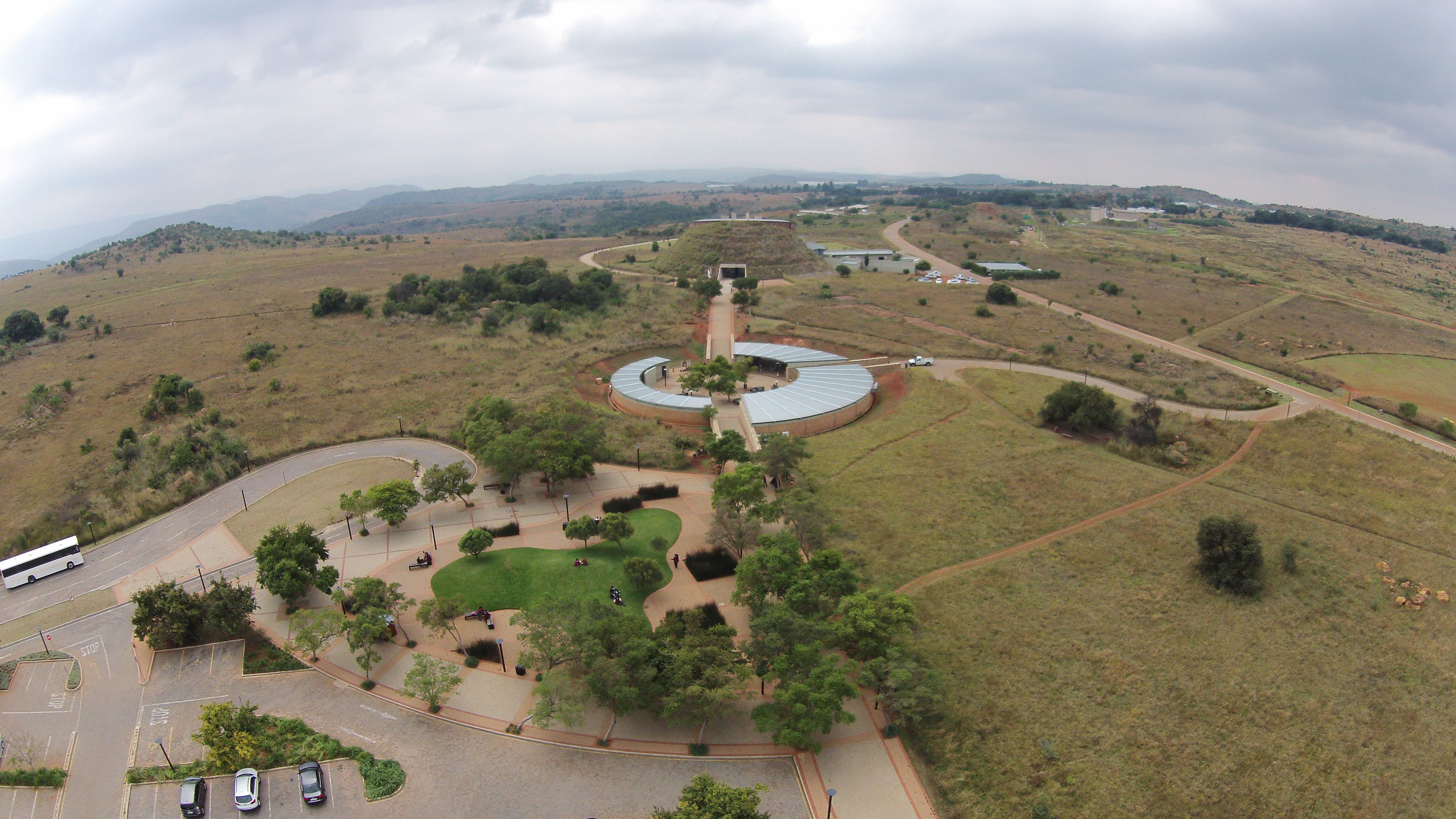
Návštěvnické centrum Maropeng
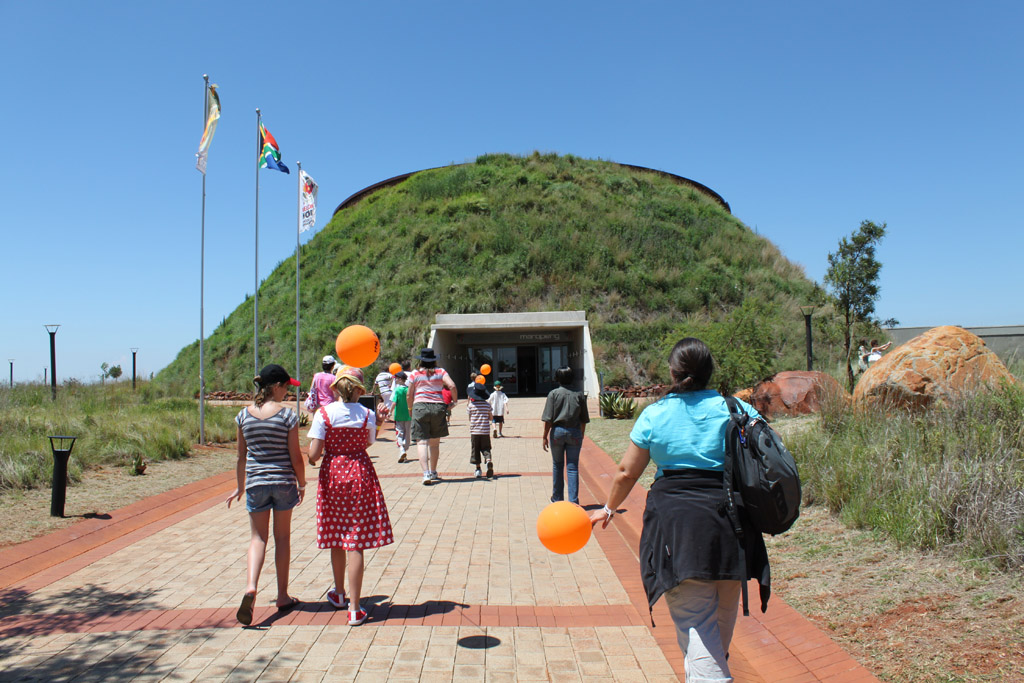
Vstup
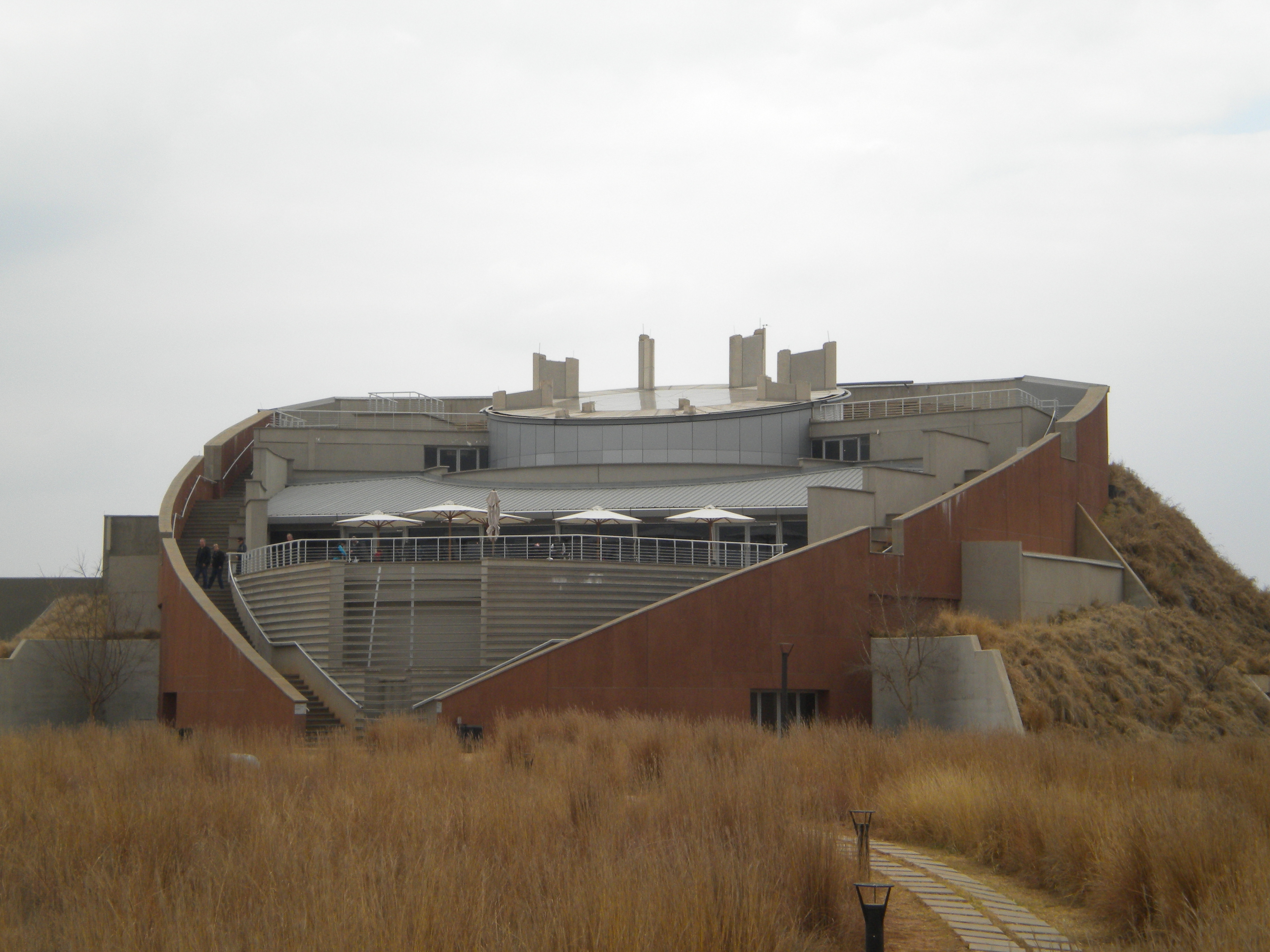
Zadní část komplexu
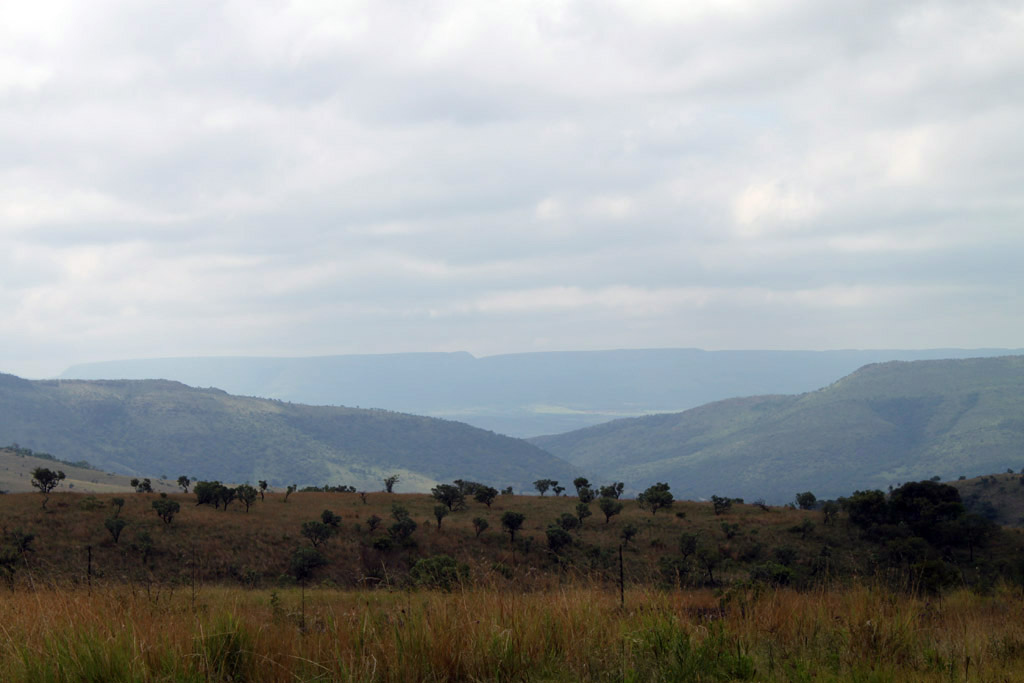
Výhled do okolí

## Paleoantropologie

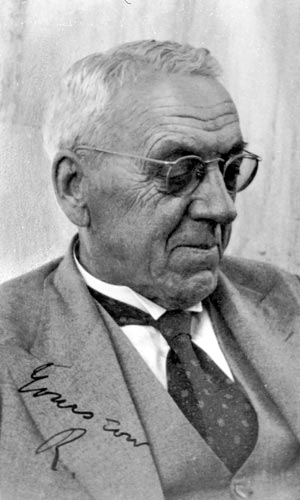
Robert Broom

Jihoafrické jeskyně byly paleontologům známé již od počátku 20. století v návaznosti na intenzivní těžbu vápence. Zájem o ně se zvýšil poté, co Raymond A. Dart popsal nález lebky druhu Australopithecus africanus, takzvané Taungské dítě. Na Dartovu práci i přes počáteční nedůvěru odborné veřejnosti brzy navázal Robert Broom. V roce 1935 ve Sterkfontein zachytil první ostatky dospělého jedince australopitéka a roku 1938 v Kromdraai získal lebku nového druhu Paranthropus robustus. V roce 1948 pak odhalil jeskyni Swartkrans s početnými nálezy kostí zvířat i homininů. Po druhé světové válce oblast proslavily především rozsáhlé systematické výzkumy těchto jeskyní, které vedli Phillip Tobias a C. K. Brain. Přelom 20. a 21. století znamenal nové objevy dalších lokalit – Gladysvale (1991), Drimolen (1994), Plovers Lake (2001), Malapa (2008) i Rising Star (2013).
Dosud bylo v celé oblasti zachyceno více než 1000 vzorků vyhynulých homininů, a to dospělých jedinců i mláďat různého věku. Ostatky zastupují nejméně čtyři druhy – Australopihecus africanus, Paranthropus robustus, Homo habilis a Homo erectus. Většinu nálezů představují zlomky lebek a čelistí, nalézány jsou však i kosti končetin a trupu a vzácně se dochovaly i velmi drobné části, například sluchové kůstky.
Význam jeskyní však tkví nejen v početných nálezech homininů, ale ve velkém množství paleontologického materiálu obecně. Dutiny a jeskyně, chráněné před povětrnostními vlivy a nacházející se v prostředí s dostatkem vápence jsou téměř ideální pro zachování kosterního materiálu. Nacházené ostatky jsou tak v mnohem lepším stavu než východoafrické objevy a výrazně méně se na nich projevuje poškození erozí nebo jinými vlivy. Z některých zvířat jsou dokonce k dispozici téměř celé kostry. Bohaté nálezy tak umožňují dobře rekonstruovat tehdejší přírodní prostředí a rovněž pochopit způsob zaplňování jeskyní a dutin.
Jihoafrické krasové jeskyně jsou však proti východoafrickým lokalitám jen obtížně datovatelné. V jejich výplni chybí vrstvy sopečného popela, na něž lze dobře aplikovat radiometrické datovací metody. Uplatňují se tak především přístupy relativní chronologie. Tradiční je využití biostratigrafie, tedy datace na základě přítomnosti určitých živočišných druhů. Jejich výskyt je přitom srovnáván s dobře datovatelnými lokalitami východní Afriky. Teprve v posledních letech technický rozvoj umožnil uplatnění absolutních datovacích metod i v jižní Africe, čímž se výrazně zpřesnily starší údaje, představující často značně široké časové intervaly.

## Významné lokality
V oblasti se nachází 15 hlavních a množství menších jeskyní, z nichž mnohé vydávající ostatky vyhynulých homininů nebo soudobé fauny či flóry:

### Bolt's Farm
Lokalitu tvoří skupina asi 25 dutin. Výzkum v letech 1947–1948 odhalil pozůstatky antilop, paviánů, hlodavců a šavlozubých koček. Nejstarší sedimenty mohou být staré až 4 miliony let.

### Cooper's Cave

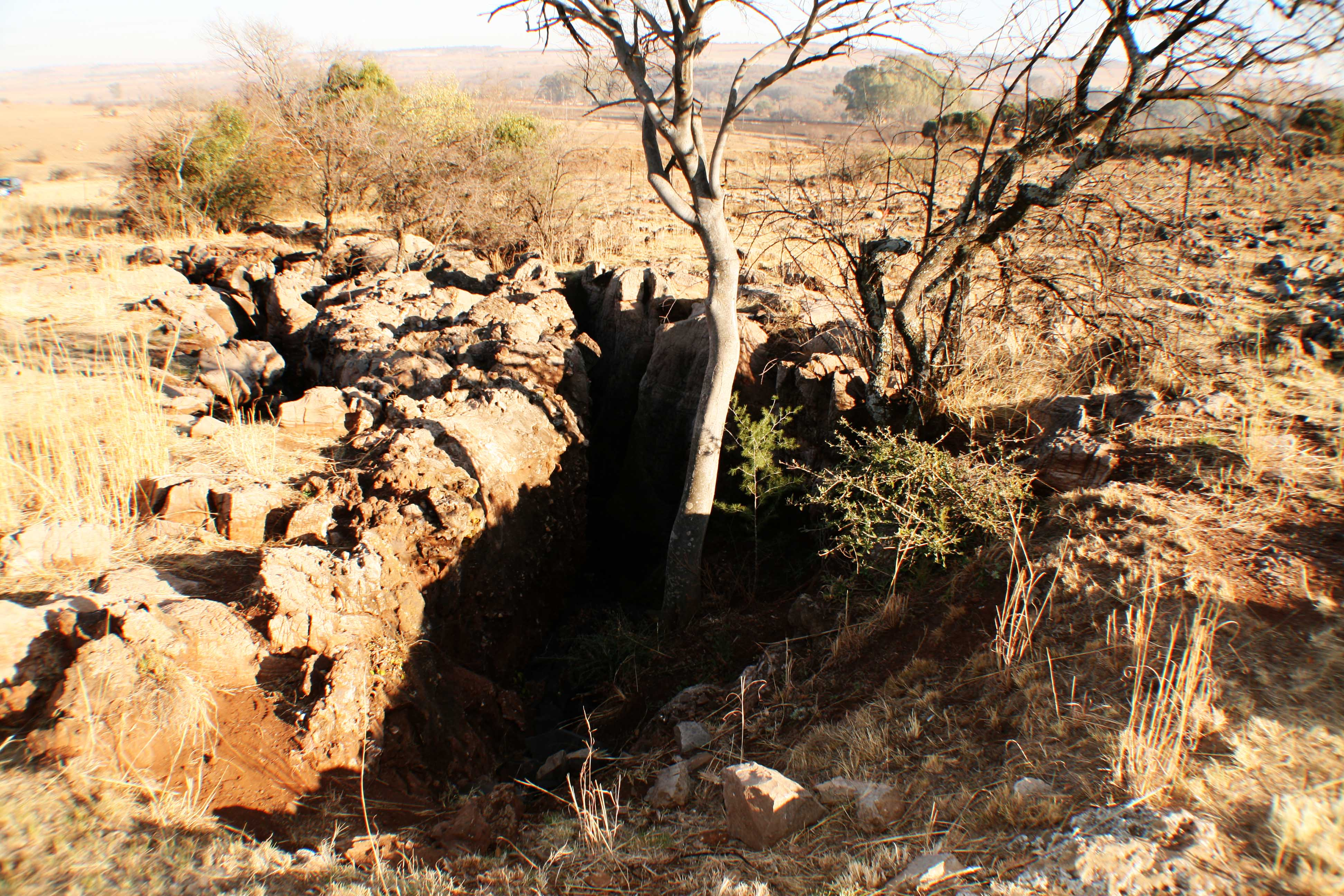
Cooper′s Cave, část D

Lokalita sestává celkem ze tří oddělených dutin, označených písmeny A, B a D. Byla známá již od roku 1938, kdy zde Julius Shaw v Cooper′s A mezi ostatky opic objevil i jednu stoličku hominida. Ta ovšem byla později ztracená, takže o jejím taxonomickém určení nelze spolehlivě rozhodnout – uvažuje se o druzích Australopithecus africanus nebo Paranthropus robustus.
V následujících desetiletích byla lokalitě věnována jen malá pozornost. V 50. letech odebíral C. K. Brain vzorky v části Cooper′s B a zachytil přitom malé množství zvířecích kostí. Někdy v této době také došlo k nálezu horního řezáku hominina, patrně druhu Australopithecus africanus nebo Paranthropus robustus. Zub byl ovšem identifikován až v roce 1989 při kontrole sbírek muzea Ditsong (dříve Transvaal) v Pretorii a jeho nález obnovil zájem o lokalitu. V červnu roku 2001 tak byly zahájeny nové odkryvy v části Cooper′s D. Prakticky okamžitě byly zachyceny pozůstatky druhu Paranthropus robustus. Ve sbírkách muzea Ditsong v Pretorii byla následně identifikována ještě velká část tváře s horní čelistí. Další nálezy byly identifikovány jako Australopithecus africanus a neurčený zástupce rodu Homo.
Sedimenty byly původně datovány do doby zhruba před 1,9-1,6 miliony let, podle moderních radiometrických metod jsou ale ostatky homininů staré jen 1,4-1,5 milionu let.

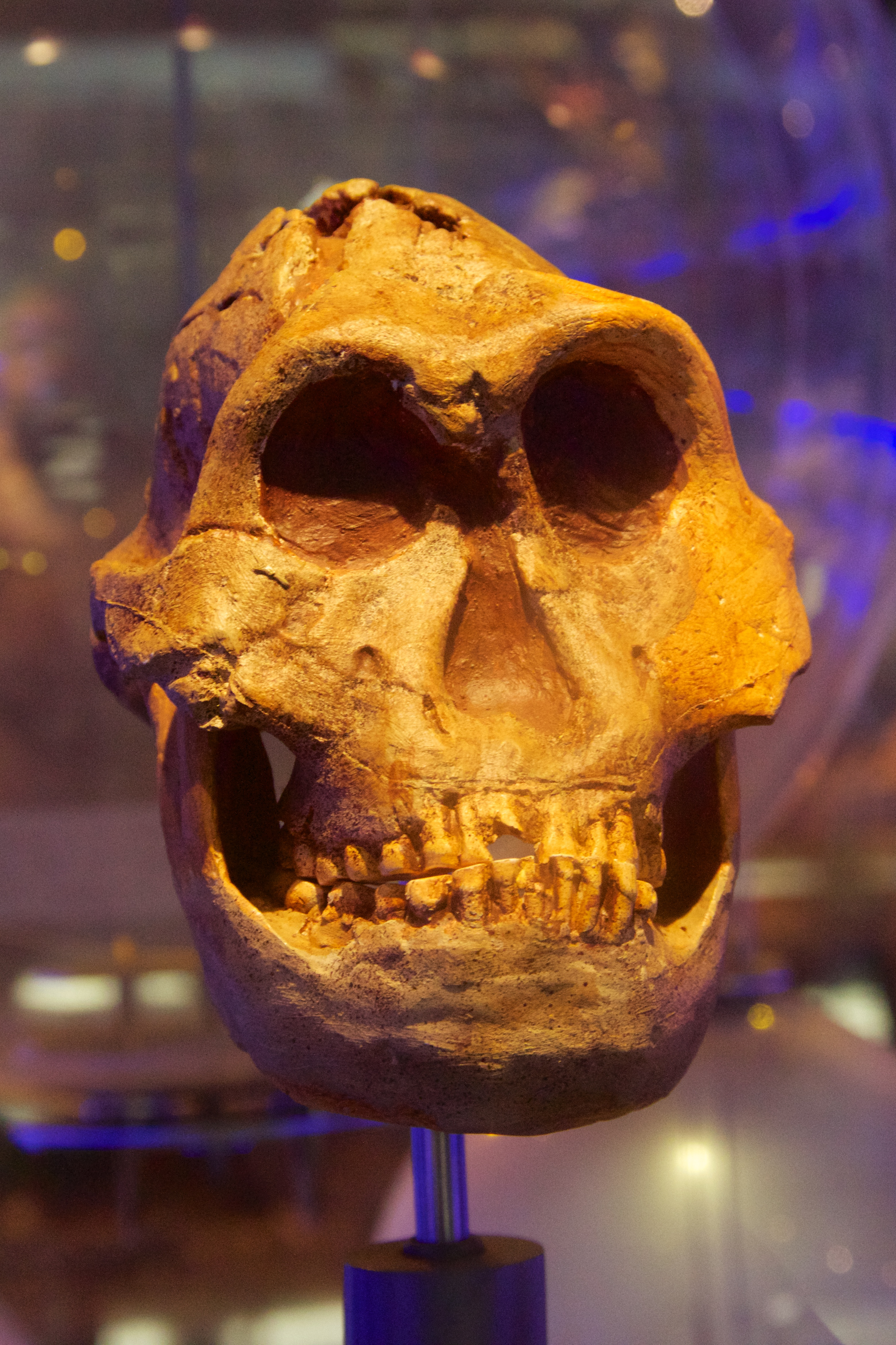
Lebka DNH 7 (Eurydice)

### Drimolen
Lokalitu tvoří skupina jeskyní a jam, upomínajících na dřívější těžbu vápence. Výzkum, zahájený 9. července 1992 odhalil jednu z nejbohatších jihoafrických lokalit. Vedle množství zvířecích kostí (hyeny, paviáni, antilopy) bylo zachyceno více než 100 vzorků homininů, patřících druhu Paranthropus robustus a neurčenému zástupci rodu Homo. Prozkoumána přitom byla zatím jenom velmi malá část sedimentů. Většina vzorků patří paranthropům, takže lokalita je druhým nejbohatším nalezištěm tohoto druhu homininů. Nezvykle velká část navíc patří nedospělým jedincům, což umožňuje mimo jiné nahlédnout do ontogeneze australopitéků. Nejznámějším nálezem je samičí lebka DNH 7 přezdívaná Eurydice a představující dosud nejkompletnější lebku australopitéka v jižní Africe. Doplňuje ji čelist samce DNH 8, nazývaná Orpheus.
Ostatky, řazené do rodu Homo, zastupují především zuby a zatím je nelze přiřadit ke konkrétnímu druhu. Z lokality jsou známé také kostěné nástroje – početné fragmenty dlouhých kostí s jasnými stopami opotřebení. Vzhledem k současnému výskytu rodů Homo a Paranthropus však nelze s jistotou určit jejich tvůrce.
Na základě biostratigrafie jsou nálezy datovány do doby před 1,5-2 miliony let.

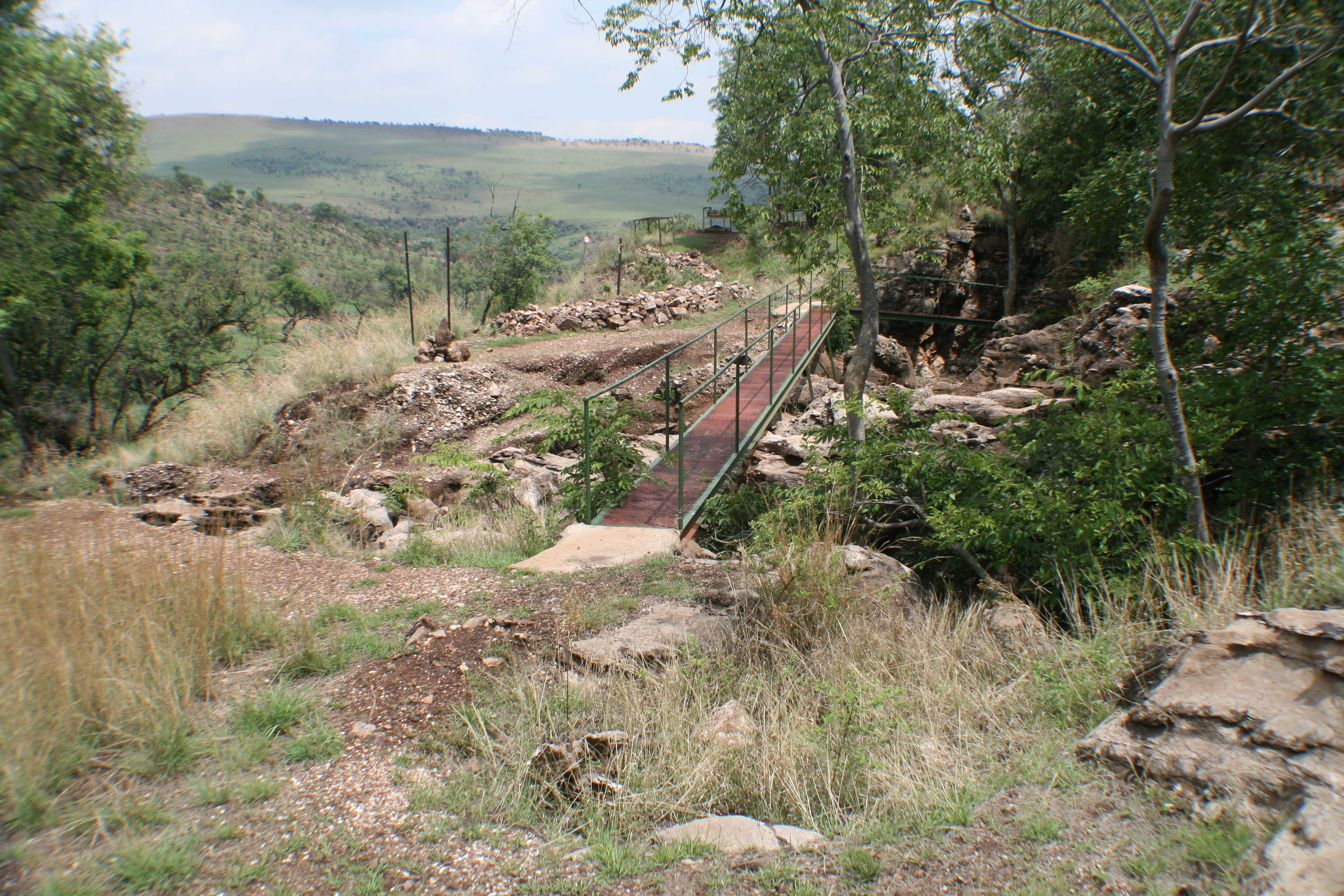
Přístup ke Gladysvale

### Gladysvale

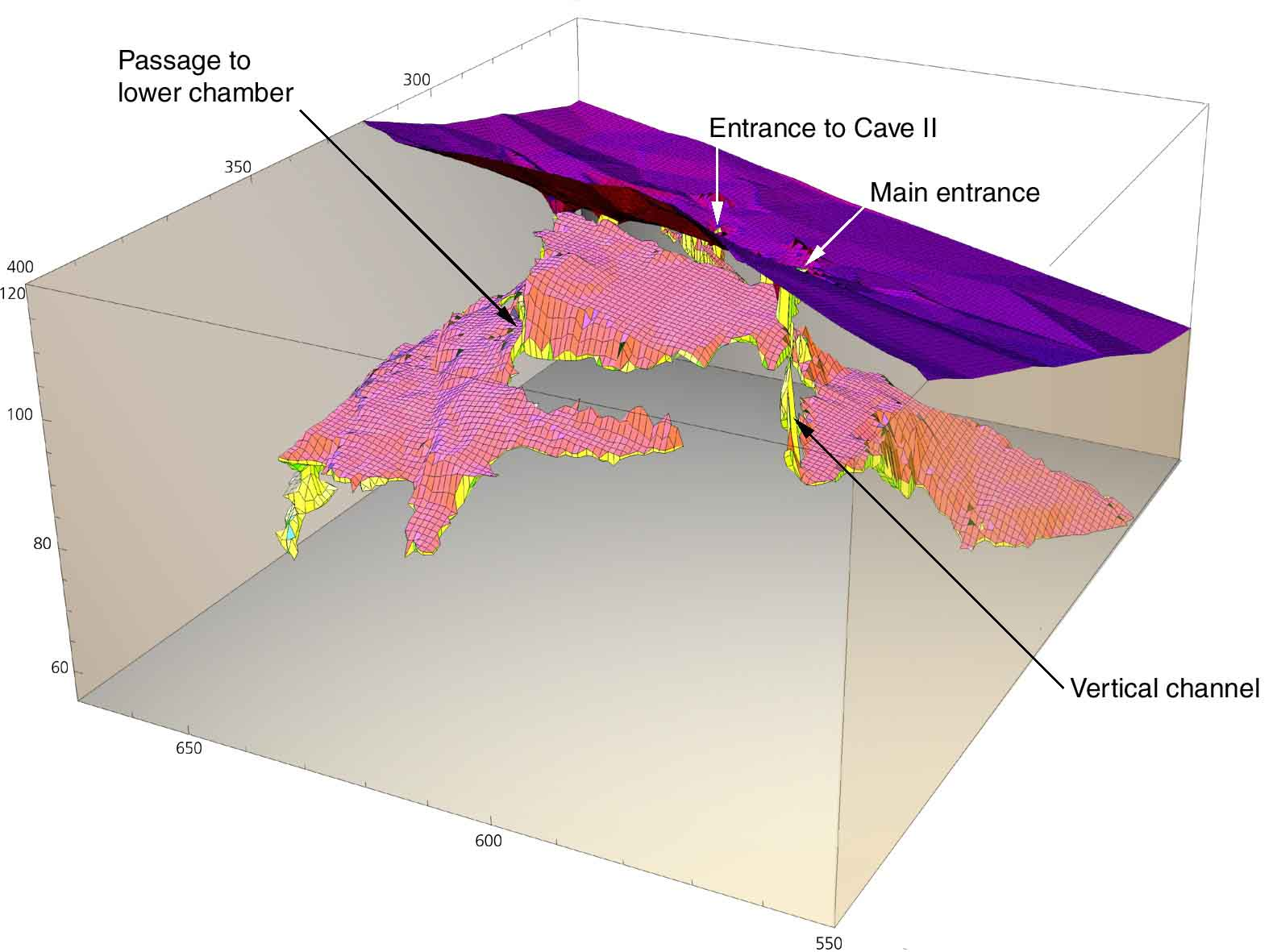
Trojrozměrné zobrazení jeskyně Gladysvale

Lokalita je pojmenována po Gladys Norton, dceři bývalého starosty města Krugersdorp, který v letech 1902 – 1928 na místě provozoval těžbu vápence. Jedná se o rozsáhlý jeskynní systém, sestávají nejméně ze tří větších dutin, sahajících až 65 m pod úroveň současného terénu. Doplňuje je povrchová část, která je zbytkem jeskyně, u níž došlo k erozi a následnému propadu stropu.
Ačkoliv lokalitu navštívilo několik expedic již ve 30. a 40. letech 20. století, nenašly zde žádné ostatky homininů, a tak svou pozornost zaměřily na slibnější lokality. Nové průzkumy započaly teprve v roce 1988, přičemž systematický výzkum byl zahájen až v roce 1993. Odhalil bohaté naleziště s nezvykle dobře dochovanou a čitelnou stratigrafií, která umožňuje výrazně zpřesnit dataci místních i okolních jihoafrických nálezů. Výplň jeskyně obsahuje stovky tisíc pozůstatků minulé fauny i flóry, starých až 2,5 milionu let. Gladysvale tak patří k nejbohatším lokalitám v Kolébce lidstva. Mimo jiné byly zachyceny dva zuby druhu Australopithecus africanus, několik zlomků kostí časných zástupců rodu Homo a acheulské kamenné nástroje. V letech 1996-1997 bylo provedeno podrobné trojrozměrné mapování jeskyně s využitím systému GIS.

### Gondolin

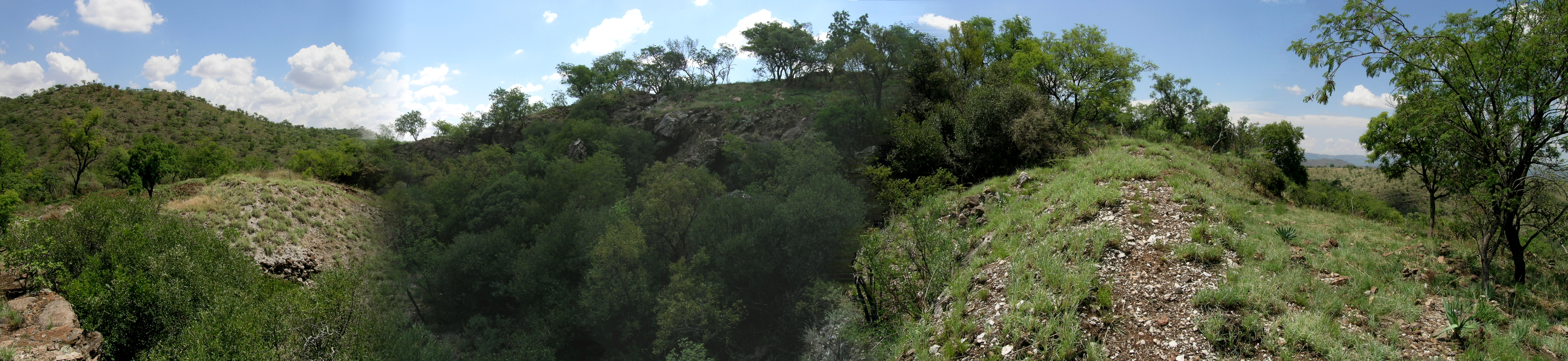
Panoramatický pohled na jeskyni Gondolin

Jeskyně byla v 70. letech 20. století pojmenovaná podle fiktivního města J. R. R. Tolkiena. Místní sedimenty jsou extrémně bohaté. Výzkumy, probíhající od roku 1979 přinesly z poměrně malých vzorků brekcie více než 95 000 kusů kostí z doby zhruba před 1,8 miliony let. Většinu z nich tvoří malé, obtížně určitelné zlomky, jejich dochování je ale velmi dobré. Objevují se mezi nimi i velmi drobné kosti jako je jazylka nebo ostatky novorozených mláďat. Zachycena byla i nezvykle velká stolička druhu Paranthropus robustus. Druhá nalezená stolička hominina je rozlomená a těžko určitelná, patří však spíše do rodu Homo. Kromě těchto dvou zubů chybí v Gondolin jakékoliv doklady primátů.
Lokalita je také nejlepším příkladem těžebních aktivit v oblasti. V okolí jeskyně se kromě velkého množství vytěžené brekcie a původní příjezdové cesty nachází sedm torzovitě dochovaných pecí na pálení vápna.

### Haasgat
Výzkumy, zahájené roku 1988 přinesly mimo jiné početné a dobře dochované ostatky primátů.

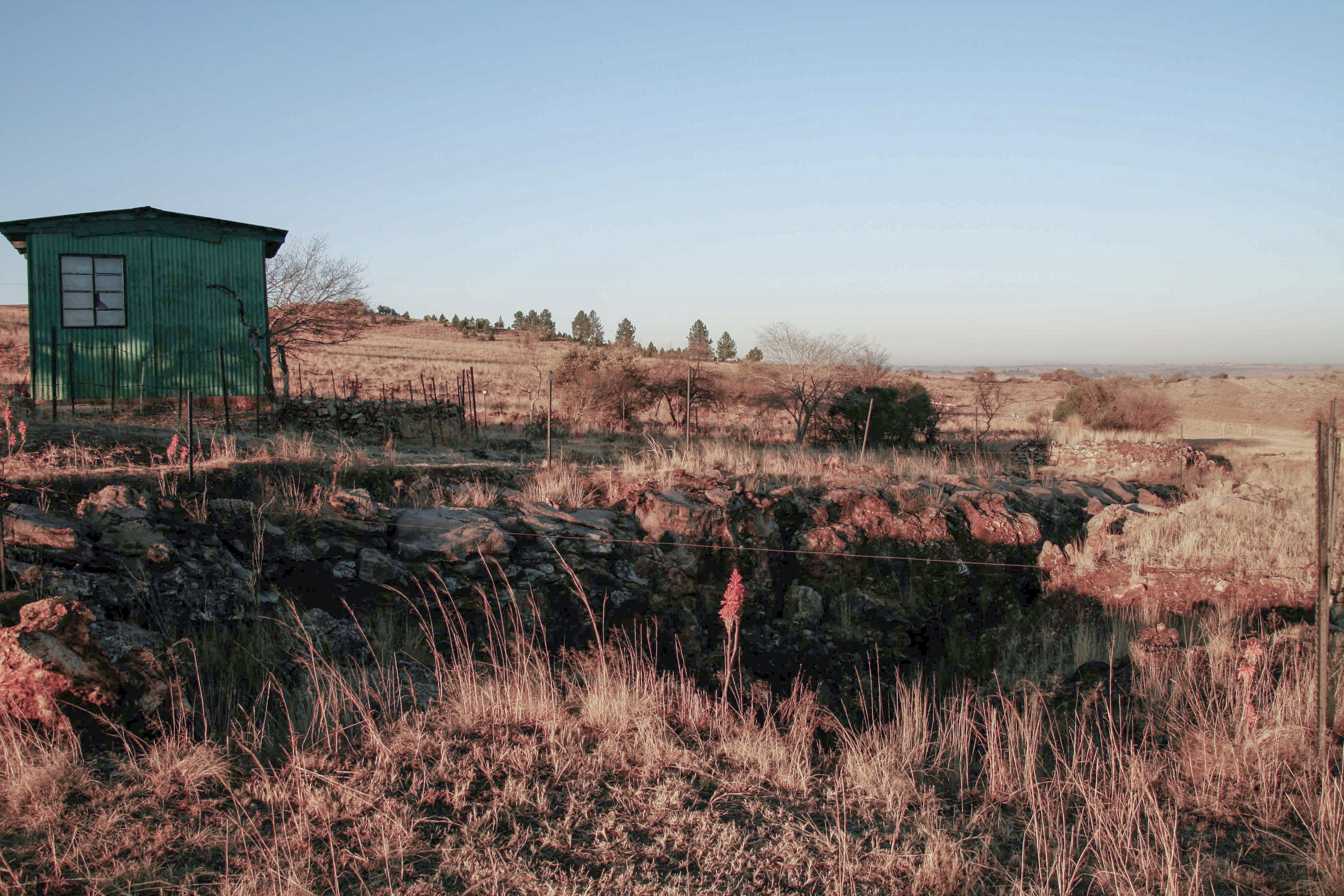
Kromdraai B

### Kromdraai
Typová lokalita druhu Paranthropus robustus a zároveň jedna z nejstarších známých paleoantropologických lokalit v jižní Africe byla objevena roku 1938. Menší odkryv prováděl Robert Broom ještě v roce 1941, poté však bylo místo opuštěno, zatímco pozornost badatelů se upřela na nedalekou jeskyni Sterkfontein. Až v březnu roku 1955 na starší práce navázal C. K. Brain, když zahájil rozsáhlý systematický výzkum, probíhající do května roku 1956. V něm roku 1977 pokračovala Elisabeth Vrba, která se soustředila především na paleoekologii, chronologii a tafonomii lokality.

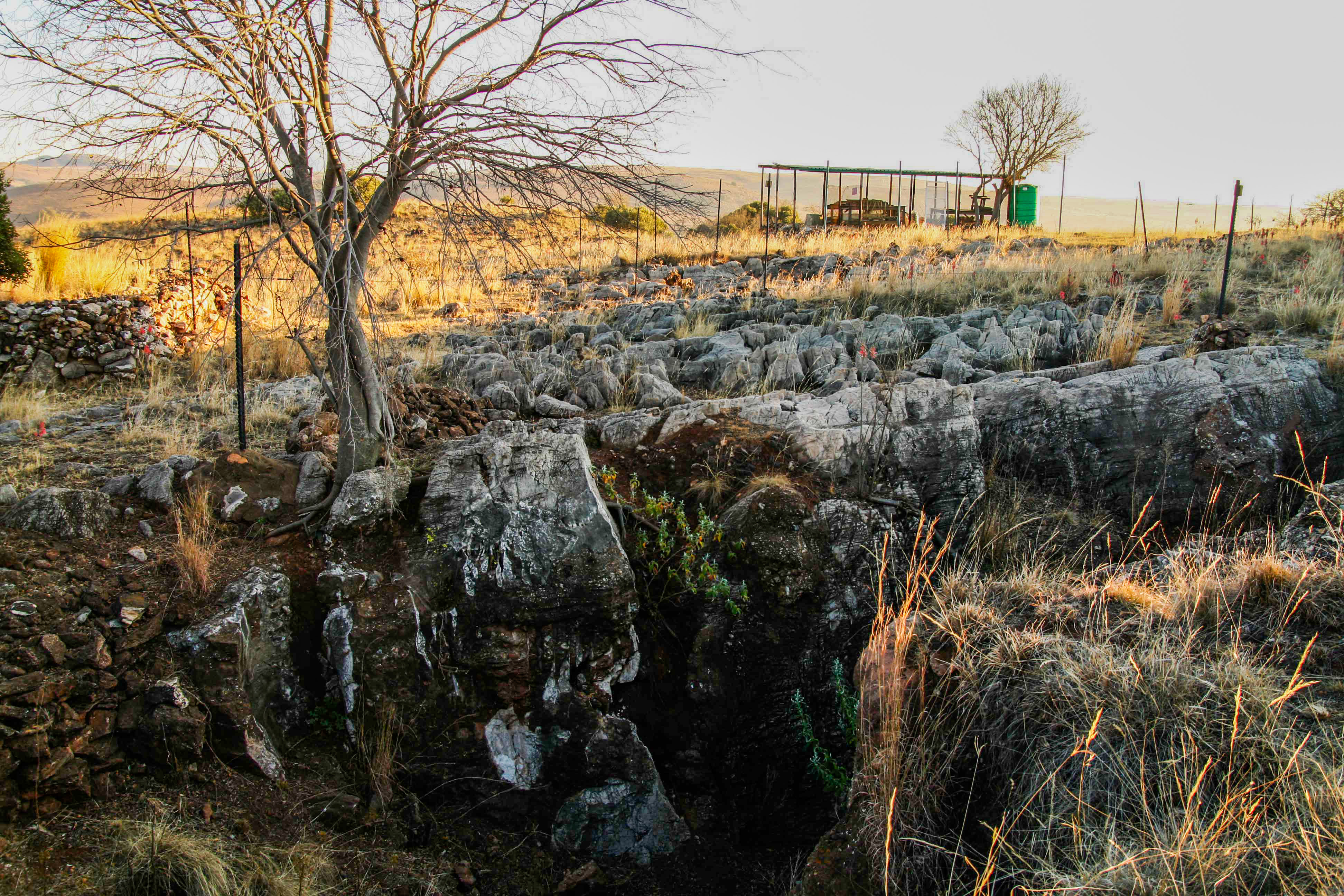
Kromdraai A

Novodobé výzkumy probíhají na místě od roku 1993 za spolupráce muzea Ditsong a univerzit Witwatersrand a Harvardovy. Současně se objevují snahy o absolutní dataci sedimentů pomocí moderních metod (luminiscenční a radiometrické metody, paleomagnetismus).
Lokalita sestává ze dvou úzkých dutin, vzájemně vzdálených zhruba 30 m a označených Kromdraai A a Kromdraai B. Část Kromdraai A je patrně mladší, z doby asi před 1-1,5 miliony let. Obsahuje větší množství zvířecích kostí než Kromdraai B, nebyly zde však dosud zachyceny žádné ostatky homininů. Část Kromdraai B vyplňují starší sedimenty, datované do doby asi před 1,5-2 miliony let. Vydává celkově menší množství kostí, ale jsou mezi nimi i ostatky druhu Paranthropus robustus. K roku 2004 bylo získáno 30 vzorků těchto homininů, zastupujících nejméně 9 jedinců. Vzorek dentice KB 5223 byl po přezkoumání přesunut do rodu Homo. Kamenné nástroje vyvinutého oldovanu až staršího acheuléenu byly zachyceny v Kromdraai A i Kromdraai B.
Během výzkumů v 70. letech byly sedimenty v Kromdraai B rozděleny do 5 jednotek (member 1-5), přičemž homininé jsou nacházeni zatím jen ve vrstvě 3, především v její spodní části. Původní povrch se vstupem do jeskyně se přitom měl v pliocénu a pleistocénu nacházet nejméně 10 m nad současným terénem.

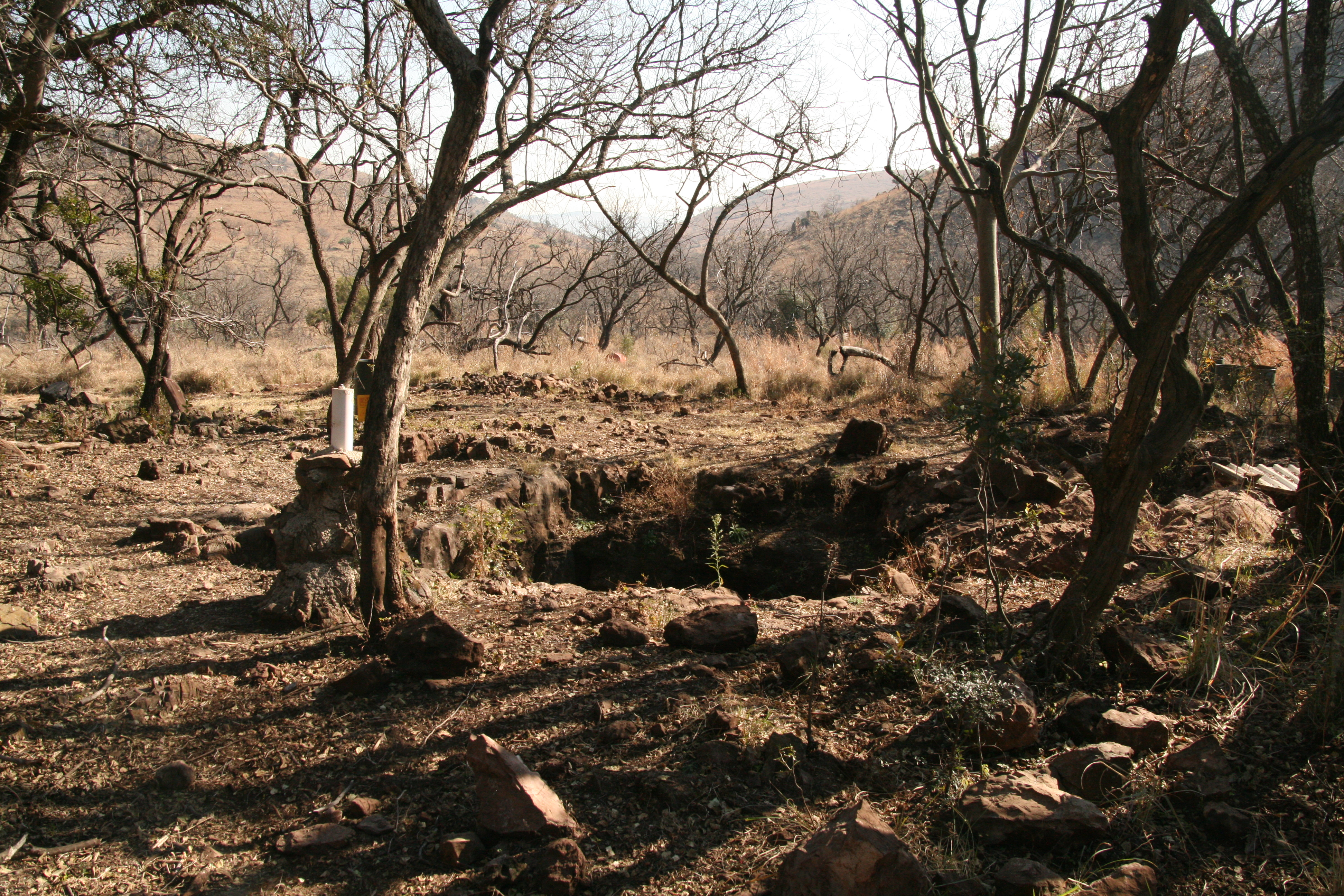
Malapa v roce 2011

### Malapa
Lokalita byla identifikována v roce 2008. Jeskyně je ovšem jen zbytkem jeskynního systému, jehož strop se nacházel asi 30 m nad současným povrchem. Vyšší partie byly odstraněny erozí. Mezi množstvím zvířecích kostí byly nalezeny i velmi kompletní pozůstatky nejméně šesti jedinců homininů druhu Australopithecus sediba.
Malapa se vyznačuje nevídaně dobrým dochováním ostatků živočichů. Fosilizovaly zde nejen kosti, ale i části měkkých tkání jako např. kůže. Ta se v malých útržcích pravděpodobně dochovala i u koster A. sediba, kde představuje nejstarší známý doklad měkkých tkání homininů. Při důkladném výzkumu umožní studovat ochlupení, přítomnost mazových a potních žláz a podobně.
Homininé ani ostatní živočichové zřejmě nebyli obětí masožravců jako v jiných jeskyních. Spíše nešťastnou náhodou spadli dovnitř svislými průduchy a nedokázali se dostat ven. Tomu nasvědčuje i značná komplexnost koster, včetně dochovaných kloubních spojení, která ukazují, že v jeskyni se nacházela celá těla, nikoliv jednotlivé kosti. Australopitékové mohli zemřít i na následky pádu, protože zlomeniny na pravé paži samice a spodní čelisti samce odpovídají pádu z výšky ještě v době existence měkkých tkání, nenesou však již známky hojení. Ani po smrti k nim neměly šelmy přístup, kosti tudíž nenesou žádné stopy po okusu, povrch je jen mírně poškozený hmyzem a rovněž narušení povětrnostními vlivy je nepatrné. Nezvykle dobrému dochování napomohlo i rychlé, zřejmě jednorázové vyplnění jeskynních prostor jemným záplavovým sedimentem. Těla mrtvých živočichů patrně strhl prudký příval vody, snad způsobený silnou bouří, odnesl je do hlubších částí jeskyně a pohřbil pod mocným nánosem sedimentů.

### Minaars Cave
Z této dosud málo známé a téměř neprozkoumané lokality pochází jen několik náhodných nálezů zvířecích kostí.

### Motsetse
Odkryvy, probíhající od roku 1999 přinesly mnoho tisíc kusů dobře dochovaných ostatků, včetně kostí šavlozubé kočky Dinofelis.

### Plover′s Lake
Výzkumy na lokalitě probíhají od roku 1991. Získány byly početné ostatky fauny včetně paviánů, antilop a vyhynulých druhů zeber. Novější odkryvy odhalily stovky kamenných nástrojů středního paleolitu.

### Rising Star
Jeskyně, jejíž vnitřní prostor byl prozkoumán teprve v roce 2013, obsahuje velké množství kosterních ostatků člověka druhu Homo naledi.

### Sterkfontein
Jeskynní komplex Sterkfontein představuje jednu z nejbohatších paleoantropologických lokalit na světě. Známá je především díky početným ostatkům druhu Australopithecus africanus. Výplň byla rozdělena na 6 jednotek (Member 1-6), které doplňují další samostatné sedimenty v hlubších částech jeskyně (Jacovec Cavern, Silberberg grotto). Velkým problémem zůstává nepříliš jasné datování.
Výzkumy probíhají jen s krátkými přestávkami od roku 1936 a trvají dosud. Díky tomu byly získány stovky tisíc zvířecích kostí a více než 750 vzorků homininů (Australopithecus africanus, Paranthropus robustus, Homo ergaster). Dále bylo zachyceno přes 300 zlomků fosilního dřeva a na 4000 kamenných nástrojů oldovanské a časně acheulské tradice.

### Swartkrans

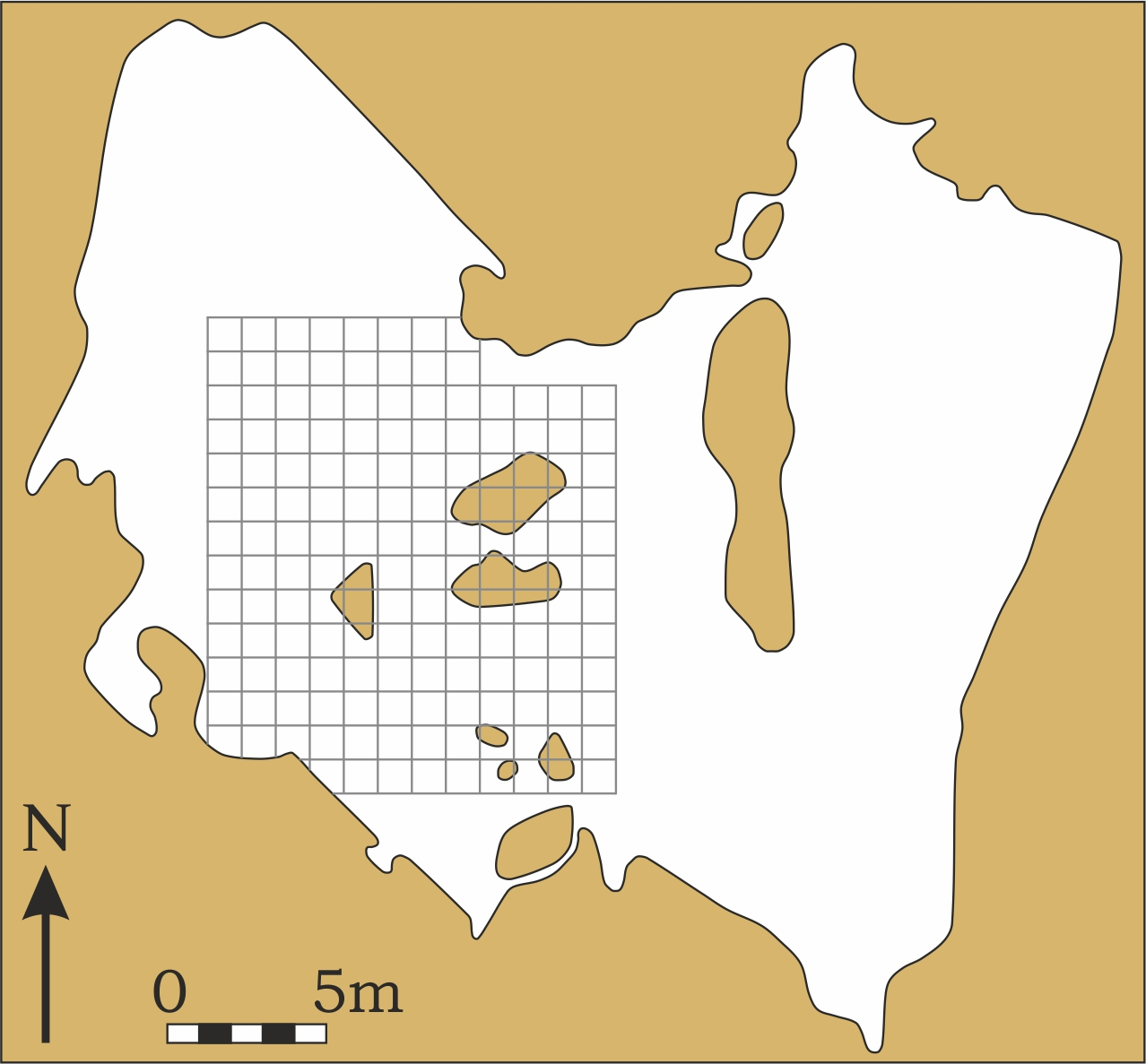
Plán jeskyně Swartkrans

Jeskyně Swartkrans představuje dosud nejbohatší zdroj ostatků hominina druhu Paranthropus robustus.
Výplň jeskyně tvoří celkem pět jednotek (Member 1-5), přičemž Member 1 sestává ze dvou částí (starší „Lower Bank“ a mladší „Hanging Remnant“). Složité zvrstvení je důsledkem opakovaného ukládání a následné eroze.
První výzkum zahájil Robert Broom v listopadu roku 1948 a již v prvním týdnu prací zachytil ostatky homininů. Zásadní poznatky pak přinesl rozsáhlý systematický odkryv C. K. Braina v letech 1965–1986. Ten doplnilo i studium geologie, stratigrafie a tafonomie. Novodobé výzkumné aktivity byly zahájeny v roce 2001 a trvají dosud. Od roku 1999 je také s pomocí GIS zpracováván trojrozměrný model jeskyně, umožňující mimo jiné přesné zanesení každého nálezu.
Dlouhodobé systematické výzkumy přinesly téměř 450 000 nálezů fauny, včetně asi 400 vzorků rodů Paranthropus a Homo (ostatky rodu Paranthropus výrazně početně převažují). Výzkumy bylo získáno také na 900 kusů kamenné industrie vyvinutého oldovanu a časného acheuléenu a dále 85 kostěných nástrojů, užívaných patrně ke kopání podzemních hlíz nebo k rozbíjení termitišť. Současný výskyt rodů Paranthropus a Homo však nedovolí s jistotou identifikovat jejich výrobce a uživatele.

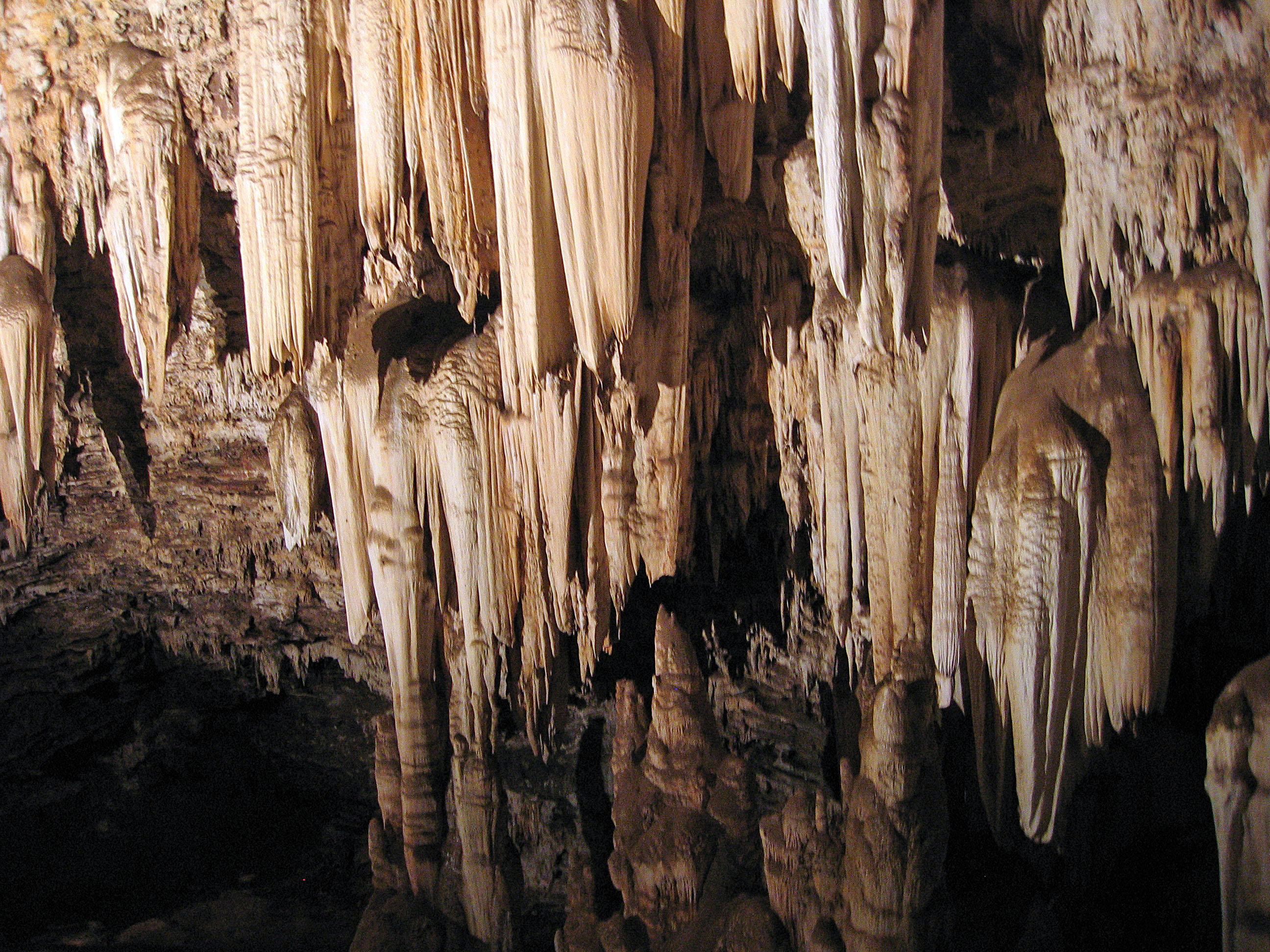
Wonder Cave

Značnou pozornost poutá také 27 spálených kostí z části Member 3, představujících jeden z nejstarších dokladů užití ohně. Jejich stav a rozmístění odpovídá záměrně udržovanému ohništi ve vstupní části jeskyně. Současně jsou nacházeny zvířecí kosti s jasnými stopami po zářezech a důlcích, vytvořených kamennými nástroji, tedy doklady porcování masa či získávání morku z kostí.

### Wonder Cave
Pozoruhodný jeskynní systém s nálezy ostatků hlodavců, žab, ještěrek a ptáků je třetím největším krasovým útvarem Jihoafrické republiky. Prostory zdobí stalaktity a stalagmity, dosahující výšky až 15 m.